# Volksverlag
Der Volksverlag war ein deutscher Comicverlag.
Mit seinen Serien Schwermetall, Pilot und U-Comix sowie zahlreichen Alben und Sammelbänden rund um die in den Heften publizierten Künstler war der Verlag prägend für die Comic-Kultur der 1980er Jahre in (West)Deutschland. Parallel wurde auch ein Buchprogramm im Bereich Alternativkultur angeboten.

## Geschichte
Bereits 1969 wurden die Zeitschriften U-Comix und das Alternativmagazin Päng von einer Landkommune um Raymond Martin im fränkischen Kucha unter dem Verlagsnamen UPN-Volksverlag veröffentlicht. Nach dem Umzug der Gruppe in einen Bauernhof bei Linden wurde der Name auf Volksverlag gekürzt. Ab 1978 erschienen die Heftserien Hinz & Kunz, danach Schwermetall und kurzzeitig Pilot (nach dem französischen Original Pilote) sowie Vampirella. Der Verlag war Anfang der 1980er Jahre der größte Anbieter für Erwachsenencomics in Deutschland und war nicht nur auf dem Comic-Salon Erlangen vertreten, sondern auch auf der Frankfurter Buchmesse. Ende 1984 beendete Raymond Martin und somit der Volksverlag seine Aktivitäten, und der neu formierte Alpha Comic Verlag übernahm den Fortbestand der etablierten Magazine U-Comix und Schwermetall. Der Grund für Martins Rückzug aus dem Comic-Geschäft war der immerwährende Stress bei nur minimaler Bezahlung und der Zeitmangel für seine anderen Interessen. Auch seien viele Publikationen ohne Gewinn oder gar mit Verlust gelaufen.

## Magazine
- U-Comix (1969–1979/erste Reihe)
- Päng (1970–1976)
- Wald & Wiesen Comix (1972–1974)
- Hinz & Kunz (1978–1981)
- U-Comix (1980–1984)
- Schwermetall (1980–1984)
- Vampirella (1981–1983)
- Pilot (1981–1984)
- Foto Comics (1982–1985)
- Witzbold (1982–1983)

## Kontroversen und Indizierungen
Bemängelt wurden „lachhafte“ Honorare, die den Zeichnern des Heftes Hinz & Kunz zugeteilt wurden. Auch wurden manche Alben oder Bücher ohne Lizenzen gedruckt, darunter Alben von Enki Bilal, die daraufhin in den Reißwolf gewandert sind. Es gab auch eine Reihe von Indizierungen durch die Bundesprüfstelle für jugendgefährdende Schriften. Dies hatte zur Folge, dass bestimmte Alben von Richard Corben, Theo van den Boogaard, Georges Pichard und 15 U-Comix-Sonderbände nicht öffentlich angeboten, gehandelt oder beworben werden durften. 1983 musste der Verlag 20.000 DM Gebühren und Schadensersatz zahlen, da die Alben Nachahmungen Band 1 und 2 von Roger Brunel Sex-Parodien von Asterix- und Walt-Disney-Figuren enthielten und der Verlag daraufhin verklagt wurde.